# جوزيف بي. إيفانز
جوزيف بي. إيفانز هو سياسي أمريكي، ولد في 1835 في مقاطعة دينويدي في الولايات المتحدة، وتوفي في 1889 في الولايات المتحدة. نشط حزبياً في الحزب الجمهوري. وقد انتخب عضو مجلس ولاية فرجينيا ‏.